# N371 (België)
De N371 is een gewestweg in de Belgische provincie West-Vlaanderen. De weg verbindt Blankenberge met Brugge. De weg heeft een totale lengte van ongeveer 12 kilometer.

## Traject
De N371 loopt vanaf de N34 naar het zuidoosten. Na 7,6 kilometer kruist de N371 de N31/E403 aan de afrit Blankenberge en loopt vervolgens naast de industriezone Blauwe Toren. Na een brug onder de spoorlijn 51 (Brugge-Blankenberge) sluit de N371 met een rotonde aan op de N9.